# Vadră
Die Vadră, von russisch Wedro ‚Eimer‘, war ein Flüssigkeitsmaß in der Walachei und der Bukowina.
- 1 Vadră = 10 Oca = 40 Litra = 4000 Dramm = 10,95 Liter = 552 Pariser Kubikzoll[1]
- bei Branntwein 1 Vadră = 12 Oka[2]
- Ausnahme 1 Oka = 1,275 Liter

Nach anderen Quellen war
- 1 Vadră/Wiader/Wedro/Viadra = ⅝ Demerli = 10 Oken/Occa = 713 ⅓ Pariser Kubikzoll = 14,15 Liter